# Manuel Vázquez Montalbán

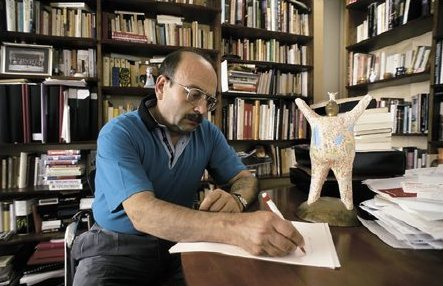
Manuel Vázquez Montalbán

Manuel Vázquez Montalbán (* 27. Juli 1939 in Barcelona; † 18. Oktober 2003 auf dem Flughafen Bangkok) war ein spanischer Schriftsteller und Journalist. Er schrieb unter anderem eine Reihe von Kriminalromanen um den Privatdetektiv Pepe Carvalho.

## Leben
Vázquez Montalbán wuchs in Barcelona in einfachen Verhältnissen auf. Sein Vater wurde als Republikaner in Franco-Spanien nach dem Krieg inhaftiert, was für Montalbán eine ebenso prägende Erfahrung war wie Hunger und Entbehrung der einfachen Bevölkerung in den „Hungerjahren“ nach dem Spanischen Bürgerkrieg. Nach einem Journalismus-Studium schrieb er für zahlreiche links-oppositionelle Zeitschriften und machte sich als gleichermaßen witziger wie scharfer Kritiker des Regimes einen Namen. Nach Francos Tod veröffentlichte er auch in großen Tageszeitungen und wurde einer der bekanntesten Zeitungsjournalisten des Landes. Parallel zu seiner journalistischen Karriere veröffentlichte er zunächst vor allem Lyrik und Erzählungen, ab den 1970er Jahren vermehrt Romane, Sachbücher und Essays. 1961 trat er der PSUC, dem katalanischen Zweig der KP Spaniens, bei. Im folgenden Jahr kam er für anderthalb Jahre ins Gefängnis, weil er einen Bergarbeiterstreik in Asturien unterstützt hatte.
Als Lyriker gehörte er in den sechziger Jahren zu der Gruppe der sogenannten Novísimos, die in ihrer Lyrik jeden Zwang zu einem logisch kohärenten Diskurs ablehnten und alte und neue Gedichtformen zusammenfügten. Themen und Mythen, vorzugsweise aus Kino, Schlager, Fernsehen und Trivialliteratur flossen in diese Literatur ein und wurden collagenartig verwendet. Dem Vorwurf, die Novísimos würden die außerliterarische Wirklichkeit ausblenden und hätten kein politisches Bewusstsein, widersprach Vázquez Montalbán: Gerade die Weigerung, den franquistischen Literaturmodellen zu folgen und sie stattdessen verfremdet in neue Zusammenhänge zu montieren, sei politisches Dichten. Diese neuen Techniken sind z. B. in seinem Roman Manifiesto subnormal von 1970 zu erkennen, einer Collage aus Dialogen, Reportagen, Gedichten, Zitaten und Erklärungen des Autors, eine Mischung aus Manifest und Fiktion. Diese Praxis bezeichnete Montalbán als „escritura subnormal“. In dieser Phase versuchte er, mit Verfremdungstechniken, durch Montage verschiedener populärer Genres und Figuren und eine Mischung von populären Mythen eine literarische Gegenströmung zum Franquismus zu etablieren.
International bekannt wurde Vázquez Montalban durch die Kriminalromane um den von ihm erfundenen Privatdetektiv Pepe Carvalho. Die Carvalho-Serie plante er bewusst als „Chronik der transición“, Spaniens Wandel von der Diktatur zur Demokratie. Doch nicht nur in den Kriminalromanen, auch in seinen zahlreichen Sachbüchern, Essays und zeitgeschichtlichen Romanen setzte er sich kritisch mit der spanischen Gesellschaft nach der Franco-Diktatur auseinander. Mit der Serie reagierte der Autor auf die veränderte literarische Landschaft nach dem Tod des Diktators Francisco Franco 1975 und der Abschaffung der Zensur 1978. Das Informationsbedürfnis der Bevölkerung konnte wieder von Medien wie Rundfunk und Zeitungen gestillt werden, Kritik konnte öffentlich geäußert werden, so dass die erzählende Literatur von dieser Funktion entlastet wurde. Vázquez Montalbán schrieb seinen ersten Kriminalroman Tatuaje (1974); ausgehend von diesem begann er ab 1977 mit La soledad del manager seine Krimireihe um Pepe Carvalho. Daneben veröffentlichte er Erzählungen und Romane wie El pianista (1985), Los alegres muchachos de Atzavara (1987) und den mehrfach preisgekrönten Galíndez. In Deutschland wurde Vázquez Montalbán bis zuletzt in erster Linie als Schöpfer von Pepe Carvalho, also mehr als Krimiautor und weniger als politischer Chronist wahrgenommen. In den ersten Carvalho-Übersetzungen wurden die teilweise ausführlichen politischen Diskussionen der Figuren gestrichen; erst bei einer Überarbeitung der Übersetzungen in den 1990er Jahren, als der Autor international bekannt war, wurden die Bücher vollständig übertragen. 1981 erhielt er für seinen Roman Tahiti liegt bei Barcelona den renommierten Grand prix de littérature policière. 1992 wurde Vázquez Montalbán für Die Meere des Südens mit dem Schwedischen Krimipreis – International gekrönt.
Der äußerst produktive Schriftsteller, der über 100 Bücher publizierte, verfasste neben Prosa auch Lyrik, Essays, Theaterstücke, politische und zeitgeschichtliche Bücher sowie Kochbücher. Er schrieb für zahlreiche Zeitschriften sowie eine regelmäßige Kolumne und andere Beiträge für die bedeutendste spanische Tageszeitung El País. Insgesamt wurden nach seinem Tod über 8.000 Artikel gezählt, davon allein 2.124 seit 1980 in El País.
Der italienische Schriftsteller Andrea Camilleri, ein großer Verehrer von Vázquez Montalbán, benannte nach diesem seinen eigenen sizilianischen Haupthelden Commissario Salvo Montalbano.
Vázquez Montalbán starb am 18. Oktober 2003 an einem Herzstillstand auf dem Flughafen von Bangkok, der Hauptstadt von Thailand. Er war 64 Jahre alt. Am 3. Februar 2009 wurde in Barcelona der Manuel-Vázquez-Montalbán-Platz eingeweiht, der sich zwischen der Calle San Rafael und der Rambla del Raval befindet, in der Nähe des Geburtshauses des Schriftstellers. Ende 2016 wurden sein Archiv und seine Bibliothek von seiner Witwe Anna Sallés der Biblioteca de Catalunya geschenkt.

## Werke

### Romane
auf Deutsch erschienen:
- Ich tötete Kennedy, ISBN 3-499-42893-8, Originaltitel: Yo maté a Kennedy (erschienen 1972)
- Carvalho und die tätowierte Leiche; ISBN 3-499-42732-X / ISBN 978-3-8031-2694-8, Originaltitel: Tatuaje (1974)
- Carvalho und der einsame Manager (dt. Erstausgabe Die Einsamkeit des Managers), ISBN 3-492-23148-9 / neu bearbeitet ISBN 978-3-8031-2701-3, Originaltitel: La soledad del manager (1977)
- (Carvalho und) Die Meere des Südens, ISBN 3-492-23149-7 / neu bearbeitet ISBN 978-3-8031-2713-6, Originaltitel: Los mares del sur (1979)
- Carvalho und der Mord im Zentralkomitee, ISBN 3-499-43116-5 / neu bearbeitet ISBN 978-3-8031-2731-0, Originaltitel: Asesinato en el Comité Central (1981)
- Die Vögel von Bangkok, ISBN 3-492-23577-8, Originaltitel: Los pájaros de Bangkok (1983)
- (Carvalho und) Die Rose von Alexandria, ISBN 3-492-23622-7/neu bearbeitet ISBN 978-3-8031-2762-4, Originaltitel: La rosa de Alejandria (1984)
- Der Pianist, ISBN 3-499-12681-8, Originaltitel: El Pianista (1985)
- Wenn Tote baden, ISBN 3-492-23146-2, Originaltitel: El balneario (1986)
- Die lustigen Jungs von Atzavara, Verlag Klaus Wagenbach, ISBN 3-8031-2356-9, Originaltitel: Los alegres muchachos de Atzavara (1987)
- Zweikampf, ISBN 3-499-42909-8, Originaltitel Historias de padres e hijos (1987)
- Lauras Asche, ISBN 3-499-42882-2, Neuausgabe Laura und Catalina, Verlag Klaus Wagenbach, ISBN 978-3-8031-1229-3, Originaltitel: Tres historias de amor (1987)
- Das Quartett, Verlag Klaus Wagenbach, ISBN 3-8031-3134-0 / ISBN 978-3-8031-2686-3, Originaltitel: Cuarteto (1988)
- Carvalho im griechischen Labyrinth (dt. Erstausgabe Verloren im Labyrinth), Verlag Klaus Wagenbach, ISBN 978-3-8031-2733-4, Originaltitel: El laberinto griego (1991)
- Carvalho und die olympische Sabotage (dt. Erstausgabe Krieg um Olympia), Verlag Klaus Wagenbach, ISBN 978-3-8031-2752-5, Originaltitel: Sabotaje olímpico (1993)
- Robinsons Überlegungen angesichts einer Kiste Stockfisch, ISBN 3-8031-1162-5 / ISBN 978-3-8031-2536-1 Verlag Klaus Wagenbach, Originaltitel: Reflexiones de Robinsón ante un bacalao (1995)
- Carvalho und das Mädchen, das Emmanuelle sein sollte, ISBN 978-3-8031-2695-5 Verlag Klaus Wagenbach, Originaltitel: La muchacha que pudo ser Emmanuelle (1997)
- Quintett in Buenos Aires, ISBN 3-492-04204-X, Originaltitel: Quinteto de Buenos Aires (1997)
- Der Schuss aus dem Hinterhalt/Carvalho und der tote Mittelstürmer, ISBN 3-499-42955-1 / ISBN 978-3-8031-2726-6, Originaltitel: El delantero centro fue asesinado al atardecer (1988)
- Die Küche der läßlichen Sünden. Kochen mit Pepe Carvalho, ISBN 3-492-23147-0, Originaltitel: Las recetas de Carvalho (1988)
- Verloren im Labyrinth, ISBN 3-499-43055-X, Originaltitel: El laberinto griego (1988); neu erschienen 2015 als Carvalho im griechischen Labyrinth, Verlag Klaus Wagenbach, ISBN 978-3-8031-2733-4
- Das Spiel der Macht, ISBN 3-499-13036-X, Originaltitel: Galíndez (1992)
- Undercover in Madrid, ISBN 3-492-23982-X, Originaltitel: El premio (1996)
- Kaiser oder Nichts, Verlag Klaus Wagenbach, ISBN 3-8031-3145-6, Originaltitel: O César o nada (1998)
- Der letzte Bolero, ISBN 3-492-04371-2, Originaltitel: El hombre de mi vida (2001)
- Hof der Lust, Verlag Klaus Wagenbach, ISBN 978-3-8031-2518-7, Originaltitel: Erec y Enide (2002)
- Requiem für einen Genießer, ISBN 978-3-492-04696-1, Originaltitel: Milenio Carvalho (2004, 2 Bände)

### Sachbücher
- Informe sobre la información (~Bericht über das Informationswesen) „Bibel“ regierungskritischer Journalisten, 1963
- Sentimentale Chronik über Spanien mehr als eine Abrechnung mit der Franco-Diktatur, 1971
- Barcelonas (~Verschiedene Seiten Barcelonas), 1992 (original auf Spanisch, 1987)
- La aznaridad. Por el imperio hacia Dios o por Dias hacia el imperio (~ Das Aznar-System) postum 2004
- Y Dios entró en La Habana, Verlag El País Aguilar, 1998 (Sachbuch über das Kuba Fidel Castros, spanisch)
- Marcos. Herr der Spiegel, Verlag Klaus Wagenbach, ISBN 3-8031-3606-7, Originaltitel: Marcos: el señor de los espejos, 1999 (hier beschreibt der Autor die mexikanische Zapatisten-Bewegung und geht der Frage nach, welche Zukunft eine linke kritische Politik im Zeitalter der Globalisierung hat)